# クエスチョン (コミック)
クエスチョン（英: The Question）は、アメリカのコミック出版社DCコミックスの作品に登場する架空のスーパーヒーロー。スティーヴ・ディッコによって創作され、チャールトン・コミックス社から出版された『ブルー・ビートル』第1号（1967年6月）に最初に登場した。クエスチョンの権利は1980年代初頭にDCコミックスに買われ、DCユニバースに組み込まれた。
クエスチョンの正体は、当初の設定ではヴィク・セージであった。しかし、2006年から2007年にかけて展開されたミニシリーズ『52』での出来事の後、セージの弟子であったレニー・モントーヤが後継者となった。『THE NEW 52』シリーズで設定はリランチされ、セージは神秘的な存在者として、ついで政府のエージェントとして再設定された後、『DCリバース』で展開された一連の出来事の後に、従来の探偵のペルソナへと戻された。
ディッコがそれ以前に生み出したキャラクターであるMr. Aと同様に、チャールトン社時代のクエスチョンは客観主義の支持者であった。1987年から1990年にかけてDC社で展開されたソロシリーズでは、クエスチョンは禅を思わせる思想の持ち主として描かれた。以降、クエスチョンの哲学的な立場は作家ごとに変動したが、陰謀論的な思考と権威への不信の持ち主であるという設定は一貫している。

## キャラクター設定

### チャールトン・コミックス時代
ハブ・シティで活動するヴィク・セージは、恐れを知らない鋭い筆鋒の報道記者として知られていた。テレビへの出演を始めて間もなく、彼はアービー・トウェイン博士について調査するようになる。

セージは大学の恩師であった科学者のアリストートル・ロドールから連絡を受ける。ロドール教授はセージに、トウェイン博士と共同開発した「シュードダーム」と呼ばれる人工皮膚について語る。シュードダームは接着ガスの助けを借りて包帯のように機能することを目的としていたが、傷口に貼り付けると思わぬ毒性を発揮するとわかった。二人は研究を放棄したが、ロドール教授によれば、トウェイン博士は健康へのリスクを無視してこの発明を第三世界諸国へ違法に販売しようとしているのであった。
セージはトゥエイン博士を止めることを決心するが、ジャーナリストとして知名度のある彼自身が顔を晒すのは問題だった。ロドール教授はシュードダームで作られたマスクを着けて正体を隠すことを提案する。情報と変装によって武装したセージは最終的にトウェイン博士に追いつき、取引を阻止して自白を引き出し、シュードダームを使って拘束する。その後、セージはテレビでトウェイン博士の違法行為をリポートする。
セージは、この新しいアイデンティティが将来の調査に役立つと判断し、ロドール教授からシュードダームを継続的に供給してもらうことにするのだった。

### DCコミックス時代
チャールトン社のキャラクターは、社の衰退を受けて、1983年にはDCコミックスによって買収された。クエスチョンは、1985年の『クライシス・オン・インフィニット・アース』と、『ブルー・ビートル』のリバイバルに登場した。

#### オニールによるシリーズ
1987年には、デニス・オニールの手による、クエスチョンを主人公としたシリーズがスタートした。『クエスチョン』#1 で、クエスチョンは、武道家で傭兵であるレディ・シヴァと戦い、敗北する。その後、クエスチョンはシヴァに雇われた暴漢に殴られて半死半生となり、空気銃で頭を撃たれ、川に投げ込まれる。しかしシヴァはその後クエスチョンを助け出し、クエスチョンが回復すると、車椅子の武道家、リチャード・ドラゴンに会うように告げる。セージはドラゴンから武道と東洋哲学を学び、街に戻ると、ジャーナリストとスーパーヒーローとしてのキャリアを再開する。彼の冒険譚には、さまざまな哲学的な論点が描かれることが多かった。デニス・オニールは読者の理解を深めるために各号のレターページに読書案内のコーナーを設けていた。

## 装備
クエスチョンのマスクは、アリストートル・ロドール博士によって作られたシュードダームで作成されている。クエスチョンはマスクをつけていても外界をしっかりと見ることができる。初期の設定では、マスクはエアフィルターを内蔵しているとされていた。
クエスチョンのベルトのバックルには特殊な装置が組み込まれており、マスクを皮膚に貼り付けたり、一時的に衣服と髪の色を変えたりするガスを放出することができる。この接着ガスはセージの体質に合わせて調合されたものである。
このガスには他の機能はないものの、クエスチョンはしばしばガスを使用する様子を見せつけることで、犯罪者に、ガスにさらされた人は永久に顔を失うと思いこませ、それによって自白を引き出している。

## オマージュ
- ロールシャッハ：アラン・ムーアのコミックシリーズ『ウォッチメン』は当初、クエスチョンを含む多くのチャールトン・コミックのキャラクターが登場する作品として構想されていた。しかしキャラクターを所有するDC社は、他の多くのキャラクターと同様、クエスチョンはストーリーの中で死亡する予定であることを知り、ムーアに新しいキャラクターを制作するように依頼した。これによって、クエスチョンの代わりとして、ロールシャッハが誕生したのであった。
  - 『クエスチョン』＃17では、ヴィクは旅行中の時間つぶしに『ウォッチメン』を読み、ロールシャッハがクールだという感想を抱く。しかし、ヴィクはロールシャッハの残忍な正義のスタイルを真似ようとした結果、逆に殴打されてしまい、「ロールシャッハなんて最悪だ」と吐き捨てる[6]。

## 他媒体での活躍

### アニメーション
- クエスチョンはアニメシリーズ『ジャスティス・リーグ・アンリミテッド』で数話にわたって大きく取り上げられた。エピソード「Fearful Symmetry」、「Question Authority」、「Double Date」、「Grudge Match」では中心的な役割を果たしており、「Flashpoint」、「Panic in the Sky」、そして最終回の「Destroyer」にはカメオ出演している。同作のクエスチョンは偏執的な陰謀論者であり、リーグの他のヒーローたちからは信頼されておらず、馬鹿にされている。バットマンですらクエスチョンのことを「少し神経質すぎる」と評しているものの、バットマンはクエスチョンの情報収集力については高く評価していた。スーパーガールのクローンをめぐる一連のエピソードのように、クエスチョンが抱いていた疑惑は、最終的には十分に根拠のあるものだったことが明らかになることが多い。クエスチョンはハントレスがリーグから追放されてまで個人的な復讐を行うのに手を貸し、その後ロマンチックな関係になる。クエスチョンは政府による「カドマス・プロジェクト」についての調査を進める中で、平行世界のジャスティス・リーグが世界を支配するようになった過去を知り、この世界のスーパーマンもこの出来事を再現することになるのではないかと危惧し、最悪の事態を防ぐためにリーグに断りなく独自の行動に出る。最終回では、クエスチョンは車に載ってパラデーモンを跳ね飛ばすことで、ダークサイドの侵入に抗戦し、ジャスティス・リーグの残りを支援する。